# Onthophagus kabulicus
Onthophagus kabulicus là một loài bọ cánh cứng trong họ Bọ hung (Scarabaeidae).